# Oceanapia bartschi
Oceanapia bartschi är en svampdjursart som först beskrevs av de Laubenfels 1934.  Oceanapia bartschi ingår i släktet Oceanapia och familjen Phloeodictyidae.
Artens utbredningsområde är Puerto Rico. Inga underarter finns listade i Catalogue of Life.